# Шалфеев, Егор Павлович
Егор Павлович Шалфеев (укр. Єгор Павлович Шалфєєв; род. 3 октября 1998, Запорожье) — украинский футболист, полузащитник клуба «Чернигов».

## Игровая карьера
Воспитанник запорожского «Металлурга», в чемпионате Украины (ДЮФЛ) провел 81 матч (8 голов). В 2016 году перешел в состав «Зари», где выступал в юношеском (U-19) и молодежном чемпионатах Украины — 130 матчей (19 голов). За первую команду луганчан дебютировал 7 апреля 2018 года в проигранном (0:4) выездном поединке 26-го тура Премьер-лиги против киевского «Динамо». Это была его единственная игра в рамках высшего дивизиона.
В течение 2020—2023 годов выступал за обновленный родной клуб «Металлург», где за это время в чемпионатах Украины провел 74 матча (8 голов) и 4 матча в кубке Украины. По итогам сезона 2021/22 годов команда повысилась в классе и снова начали выступления в первой лиге, где сразу же начала бороться за выход в УПЛ, однако неудача в стыковых матчах не позволила это осуществить.
В июле 2023 года Егор стал игроком клуба «Нива» (Бузова), за который выступал до завершения первой половины сезона. За это время в чемпионате Украины среди команд первой лиги сыграл 17 матчей и один поединок в кубке Украины.
В январе 2024 подписал контракт с перволиговым футбольным клубом «Буковина», однако уже по завершении сезона по обоюдному согласию сторон покинул команду, за это непродолжительное время записав в свой актив 7 матчей.